# Skiapus niger
Skiapus niger là một loài tò vò trong họ Ichneumonidae.